# Noc astronomiczna
Noc astronomiczna – pora doby, podczas której Słońce znajduje się co najmniej 18° pod horyzontem. Porę, podczas której Słońce jest wyżej, ale pod horyzontem, nazywa się świtem astronomicznym lub zmierzchem astronomicznym (świt – przed wschodem Słońca, zmierzch – po zachodzie Słońca).
W pasie zawartym pomiędzy równoleżnikami ±49° noc astronomiczna występuje przez cały rok. Na zewnątrz tego pasa w okresie wiosenno-letnim następuje przerwa w występowaniu nocy astronomicznej, przy czym długość tej przerwy rośnie w miarę oddalania się od równika. W tym czasie od zachodu do wschodu Słońca panuje zmrok. Są to tzw. białe noce. 
W szerokościach geograficznych ≥ 67° przez część roku Słońce nie wschodzi; panuje wówczas na tych obszarach Ziemi noc polarna.
W Polsce w miesiącach wiosenno-letnich, przez pewien okres nie ma nocy astronomicznej, gdyż po zmierzchu astronomicznym następuje bezpośrednio świt astronomiczny (Słońce nie schodzi poniżej 18 stopnia pod horyzont). W zależności od szerokości geograficznej trwa to od 23 do 88 dni.